# Македонов, Адриан Владимирович
Адриа́н Влади́мирович Македо́нов (22 мая 1909, Смоленск — 15 октября 1994, Санкт-Петербург) — советский и российский литературовед, журналист, критик, историк литературы, ученый-геолог. Доктор геолого-минералогических наук (1965).

## Биография
Родился 22 мая 1909 года в Смоленске. В 1930 году окончил отделение языкознания и литературы Смоленского университета. В 1932—1933 годах служил в РККА.
Печататься в смоленских изданиях начал в 1927 г. , тогда же вступил в РАПП. Работал секретарём Смоленского отделения РАПП, секретарём областного издательства, ответственным секретарём журнала «Наступление», ответственным секретарём редакции газеты «Рабочий путь». Сотрудничал с несколькими смоленскими и центральными газетами и журналами. Автор статей о советских писателях.
В 1934 году был принят в Союз советских писателей и в том же году избран делегатом Первого съезда советских писателей с решающим голосом.
С 1934 года много печатался в московских журналах «Литературный критик», «Литературное обозрение», «Литературная учёба», «Красная новь», «Знамя».
С 1928 года у него завязалась дружба с А. Т. Твардовским, с которым он вёл переписку. Тогда же близко познакомился с М. Исаковским и Н. Рыленковым. На 1-м съезде писателей Западной области, выступая с докладом о поэзии, Македонов назвал Твардовского «наиболее оригинальным, наиболее самостоятельно работающим из поэтов в нашей области». А.Твардовский свидетельствовал о значении для него Македонова: «Как поэт, во многом обязан ему своим творческим развитием». Постоянная поддержка и защита Твардовского вызывала ожесточенные нападки на Македонова. В статье «Кулацкий подголосок. О стихах Твардовского» («Большевистский молодняк», 17 июля 1934) В. Горбатенков обвинил Македонова в том, что он замалчивает идеологические и художественные пороки творчества А. Твардовского.
В 1936 году окончил аспирантуру при Смоленском педагогическом институте. Член ВКП(б).
21 августа 1937 года был незаконно репрессирован, арестован и заключён в тюрьму. По приговору Особого Совещания при НКВД приговорён к 8 годам лагерей. Сослан на Крайний Север. Работал в шахте на подсобных работах. В августе 1945 года после окончания срока заключения был задержан в лагере «до особого распоряжения».
В феврале 1946 года после вмешательства А. Т. Твардовского был освобождён.
Занимался литературоведческой работой, опубликовал более 200 статей и рецензий по советской, русской и зарубежной литературе и вопросам эстетики.
В Ленинграде проживал по адресу ул. Чапыгина, д. 1.
Скончался 15 октября 1994 года в Санкт-Петербурге.

### Научная деятельность
В 1952 году окончил географический факультет Саратовского университета. Работал заведующим литологической лабораторией комбината «Воркутуголь». В 1950-х годах Македонов совместно с Зарицким П. В. обосновывает и развивает конкрециологию ─ науку о формировании конкреций, методической основой которой является конкреционный анализ. В результате этих исследований, коллективами литологов было показано, что конкреции не только слагают целые месторождения полезных ископаемых (руды железа и марганца, фосфориты, бокситы), они имеют большое значение как показатели стадийности литогенеза, генетические и поисковые признаки полезных ископаемых.
В 1965 году защитил докторскую диссертацию. За открытие нового литологического метода и его применение (обнаружение угольных пластов) с А. Македонова была снята судимость, он был реабилитирован.

## Избранные публикации
- Очерки советской поэзии. — Смоленск, 1960.
- Николай Заболоцкий. — 1968, переиздана в 1987.
- Творческий путь Твардовского (1981)
- Свершения и кануны: О поэтике русской советской лирики 1930—1970-х гг. — 1985.
- Поэзия народного подвига (1986)
- Воркута ты, Воркута… // Распятые: Писатели — жертвы политических репресси. Вып. 4: От имени живых… / авт.-сост. Дичаров З. — СПб.: Просвещение, 1998. — С. 138—158.
- статьи о Ф. Абрамове, А. Гитовиче, А. Жигулине, О. Мандельштаме, Л. Мартынове, Ю. Пашкове, В. Шефнере и др.

## Награды
- Орден Дружбы народов (12 сентября 1994 года) — за большой вклад в развитие литературы, укрепление межнациональных культурных связей и многолетнюю общественную деятельность[7].